# Colossus (Thorpe Park)
Pour les articles homonymes, voir Colossus (homonymie).
Colossus sont des montagnes russes assises du parc Thorpe Park, situé à Chertsey, dans le Surrey, au Royaume-Uni. Ce furent les premières montagnes russes au monde à posséder 10 inversions et ont détrôné le Dragon Khan de PortAventura qui détenait le  record du plus grand nombre d'inversions (huit jusqu'en 2002). Quelques années plus tard, une copie conforme, 10 Inversion Roller Coaster fut construite à Chimelong Paradise.

## Le circuit

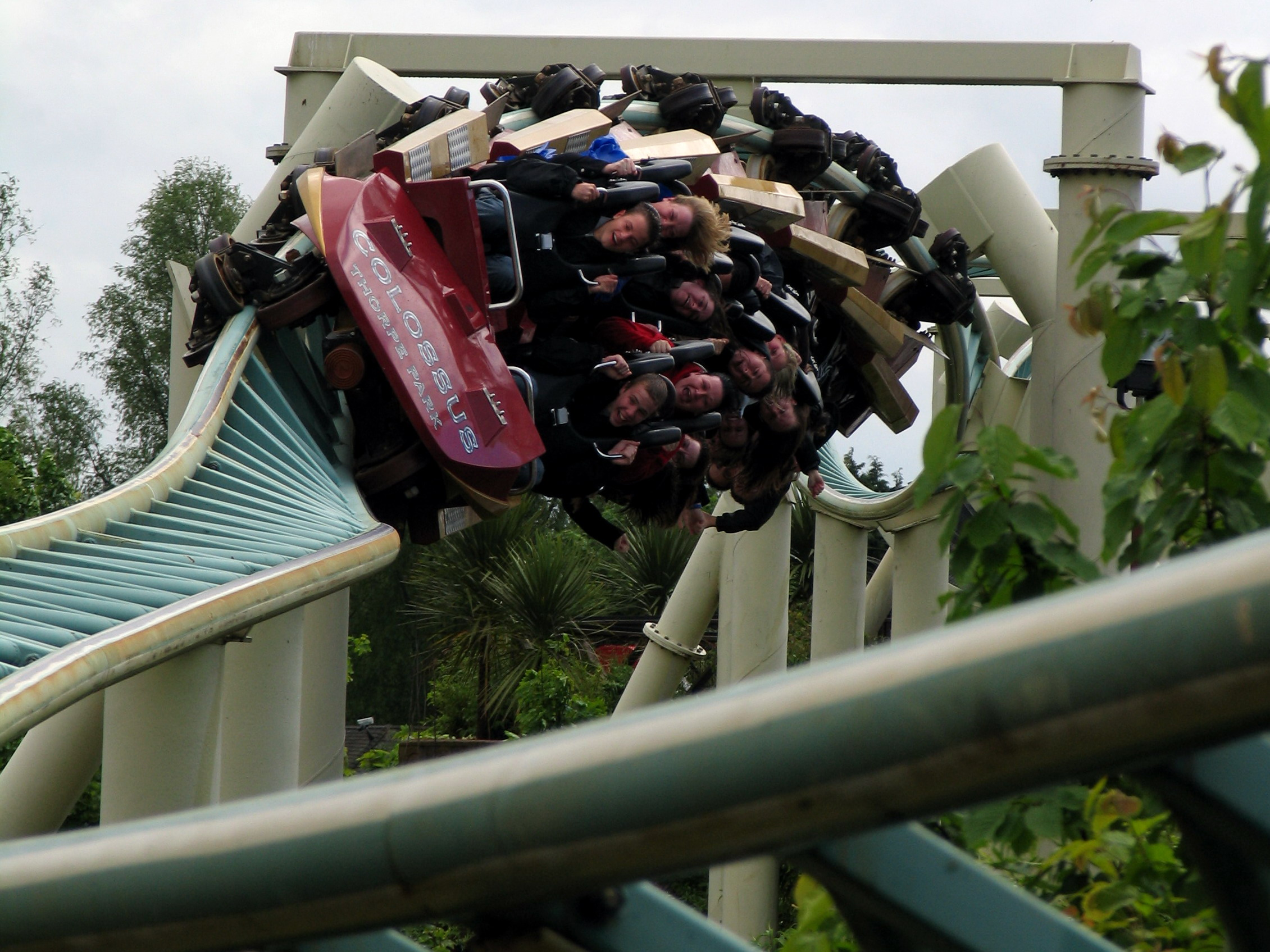
Section finale de Colossus

Le train quitte la gare pour entamer le lift. Arrivé en haut, le train s'élance dans la pré-drop (petite descente avant la drop), fait un virage à gauche et plonge dans la drop. Arrivé en bas, le train entame le looping vertical, puis un petit camel back (ou Bunny Hop) et un cobra roll. Après, le train fait 2 corsckrews, remonte vers la gauche, et fait 4 heartline rolls à la suite. Un virage à gauche, un heartline roll et c'est le retour en gare.

## Statistiques
- Trains : 7 wagons par train. Les passagers sont placés par deux sur deux rangs pour un total de 28 passagers par train.
- Éléments : Looping vertical / Cobra roll / Double Corsckrews / Quad[1] Heartline Rolls (Quad Zero−G−Heart Roll) / Heartline Roll (Zero−G−Heart Roll)

## Notes et références

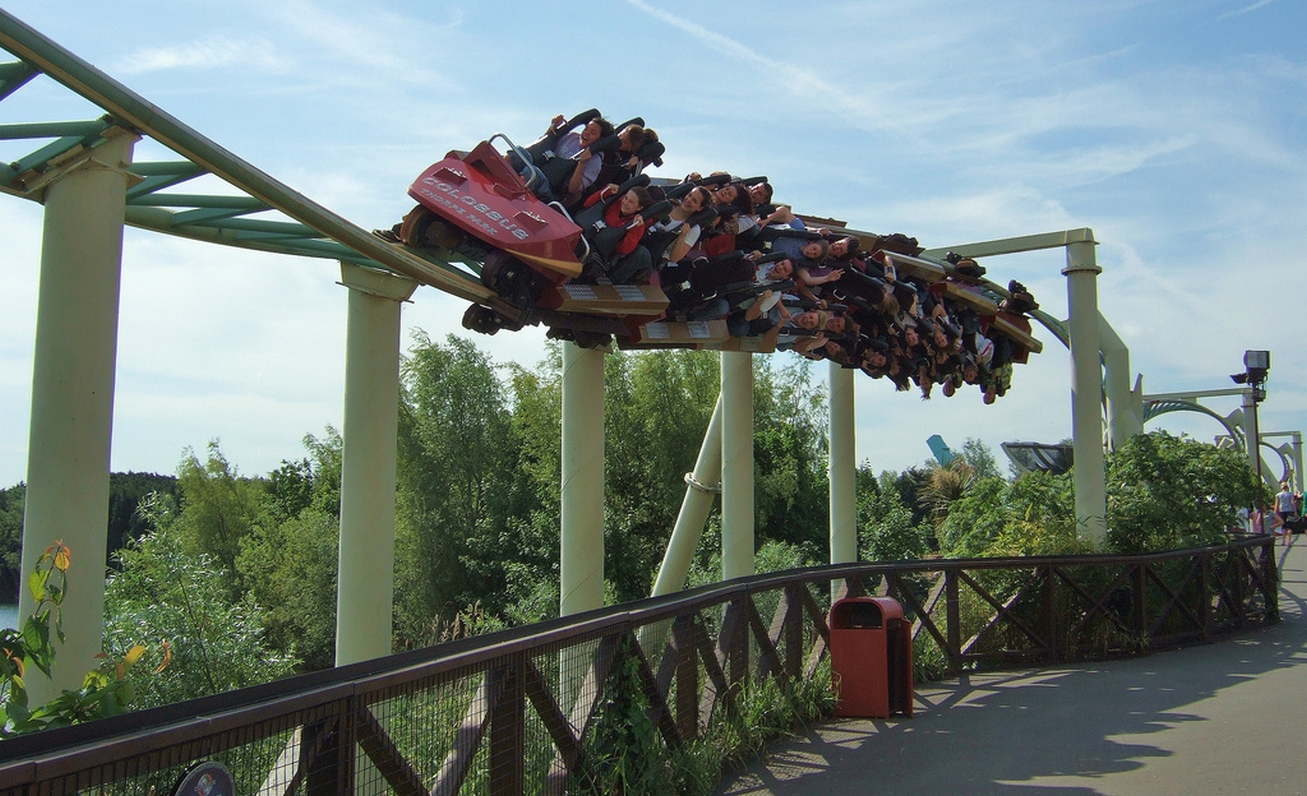
Le train.